# Тайга (приток Подкаменной Тунгуски)
Тайга́ — река в Эвенкийском районе Красноярского края России, левый приток Подкаменной Тунгуски. Длина реки — 178 км. Площадь водосборного бассейна — 4610 км².
Река берёт начало на востоке Заангарского плато, почти на границе с Богучанским районом, на высоте более 400 м над уровнем моря. Почти на всём своём протяжении течёт на северо-восток по холмистой местности с преобладанием сосны, лиственницы и берёзы. Русло реки участками заболочено. В среднем течении меандрирует. Впадает в Подкаменную Тунгуску по левому берегу на отметке менее 178 м над уровнем моря, выше впадения реки Камо, в 867 км от устья Подкаменной Тунгуски. Ширина перед устьем составляет 30 м при глубине 0,6 м. Скорость течения в низовьях — 0,8 м/с. 

## Основные притоки
Указаны поименованные притоки длиной 30 км и более
| Название | Расстояние от устья | Длина | Положение |
| -------- | ------------------- | ----- | --------- |
| Тайгикун | 19                  | 120   | правый    |
| Косвино  | 73                  | 39    | левый     |
| Терь     | 92                  | 68    | левый     |
| Чадеба   | 100                 | 32    | правый    |
| Некорак  | 149                 | 31    | левый     |

## Данные водного реестра
По данным государственного водного реестра России и геоинформационной системы водохозяйственного районирования территории РФ, подготовленной Федеральным агентством водных ресурсов:
- Бассейновый округ — Енисейский
- Речной бассейн — Енисей
- Речной подбассейн — Подкаменная Тунгуска
- Водохозяйственный участок — Подкаменная Тунгуска от истока до впадения Чуни
- Код водного объекта — 17010500112116100039100